# Ernani
Ernani és una òpera en quatre actes de Giuseppe Verdi sobre un llibret italià de Francesco Maria Piave, basada en la peça teatral Hernani (París, 1830) de Victor Hugo. Es va estrenar el 9 de març de 1844 al teatre La Fenice de Venècia.

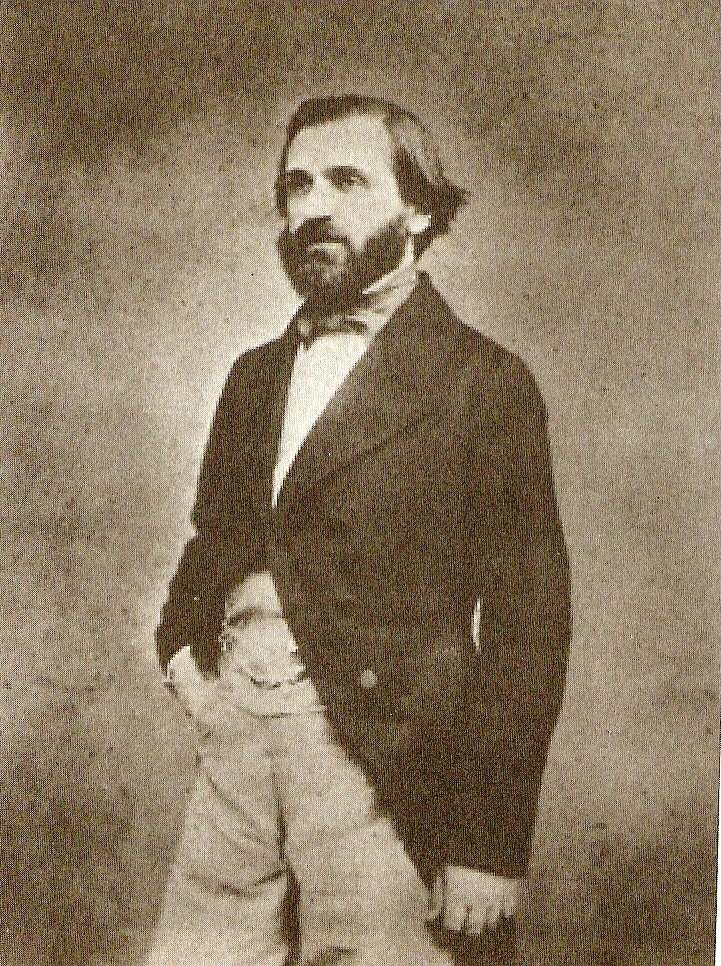
Verdi, l'any de l'estrena dErnani

La trama explica la història d'Elvira i Ernani. Elvira és la bella promesa d'Ernani, un noble desterrat. El seu amor es convertirà en drama quan Don Ruiz Gomez de Silva, un poderós noble, s'enfronti al jove i reclami la seva vida. Ella, en saber d'aquest fet, demanarà compassió i el seu estimat acabarà per renegar del seu destí.

## Representacions

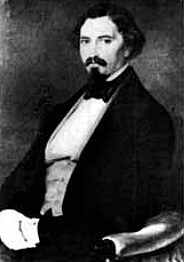
Carlo Guasco, el primer Ernani

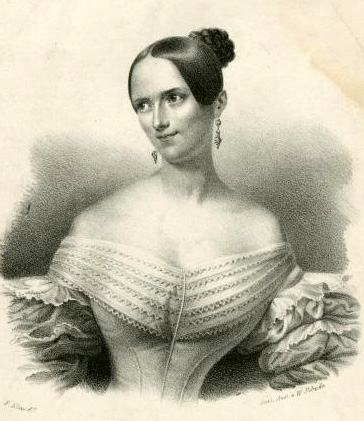
Sophie Löwe, la soprano que va estrenar el paper d'Elvira

Ernani es va estrenar el 9 de març de 1844 al teatre La Fenice de Venècia, un dels teatres d'Itàlia més bells i més rics en tradicions. Aquesta ciutat hauria d'exercir un paper important en les creacions de Verdi, amb l'estrena de cinc de les seves obres, està doncs en primer lloc juntament amb la Scala de Milà.

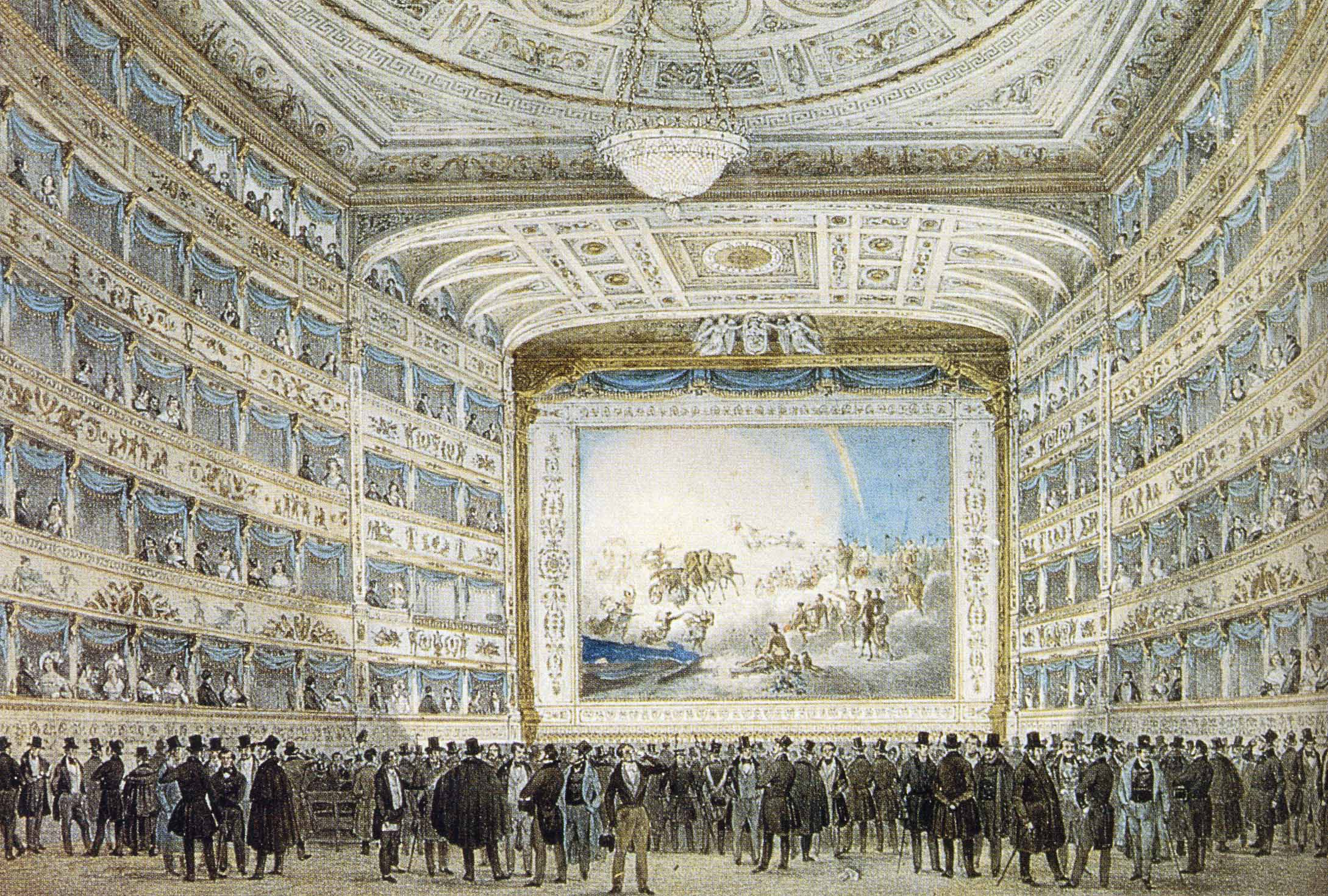
Interiors del teatre La Fenice de Venècia, on es va estrenar Ernani

Víctor Hugo va protestar violentament contra la posada en música de la seva obra teatral i fins i tot va exigir que en la representació de l'òpera a París li canviessin el títol, per distanciar-se'n. Però l'obra de Verdi, en el seu àmbit, no va tenir menys èxit que el drama original. L'òpera va obtenir un èxit que es perllongaria durant vuitanta anys, seguit per un parèntesi que va acabar ala anys 1970 amb la reaparició en molts escenaris operístics i enregistraments discogràfics.
Els teatres alemanys es van decidir amb vacil·lació per Ernani, mentre que el món operístic llatí va mostrar sempre una preferència per aquest drama. El 1934 va aparèixer una versió alemanya del conegut professional de l'òpera Julius Kapp, en què el final sagnant es convertia en final feliç: la unió definitiva de la parella d'amants.

## Argument
Temps: 1519.
Lloc: Aragó, Aquisgrà, i Saragossa.

### Acte I

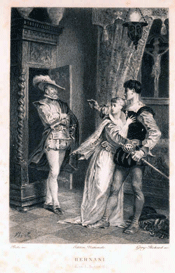
Acte I, escena 1 de l'obra de Hugo Hernani: el rei surt de l'armari per enfrontar-se a Hernani i Doña Sol (Elvira)

Muntanyes d'Aragó. Els bandits pregunten la raó de l'abatiment d'Ernani. Ernani replica declarant el seu amor per Elvira, que ha de ser portada, a contracor, a l'altar pel vell Gómez de Silva. Demana als bandits que la raptin.
Canvi d'escena: cambra d'Elvira. Són portats els presents de casament de Silva, i Elvira dona el seu reconeixement. Carles, disfressat, entra, però és reconegut per Elvira, que en rebutja l'amor. Quan ell intenta usar la força, Elvira pren una daga, però Ernani, que acaba d'arribar, s'interposa. Carles el reconeix com a cap dels bandits i ell, al seu torn, li expressa l'odi que sent envers el rei, qui l'ha despatxat de les seues terres. En el moment que repta el rei a lluitar, Silva fa la seua aparició. Silva vol lluitar amb els dos, però Riccardo s'hi acosta i reconeix Carles. Ernani xiuxiueja a Elvira que l'ajude a fugir.

### Acte II
Un saló en el palau de Silva. Hom creu que Ernani és mort, i Elvira ha transigit a casar-se amb Silva. Ernani apareix disfressat de pelegrí. Ernani al·lega que l'acacen i que busca la seguretat del palau, que li és concedida per Silva. Segueix una escena entre Ernani i Elvira. Ella el creu mort, i pretén suïcidar-se davant de l'altar. Ernani revela la seua identitat; Silva els sorprèn. Silva, complint la paraula donada, li assegura l'hospitalitat i salvar-lo de Carles, però amb la intenció de posposar la seua venjança personal. Carles, que ha estat seguint Ernani, arriba i exigeix el seu lliurament, però Silva hi refusa. Els homes de Carles no aconsegueixen trobar l'amagatall d'Ernani; Silva manté la seua paraula fins i tot quan el rei pren a Elvira com a ostatge. Ernani i Silva s'alien per a alliberar Elvira. Com a pagament per l'hospitalitat i la defensa de Silva, Ernani jura a aquest que estarà disposat a morir en el moment en què Silva ho decidisca.

### Acte III
Carles visita la tomba de Carlemany a Aquisgrà, ciutat on ha de dur-se a terme l'elecció del nou emperador. Darrere del mausoleu escolta la conversa dels conspiradors, Silva i Ernani entre ells, que decideixen a sort qui serà l'encarregat d'assassinar Carles: és Ernani l'elegit. Sonen tres colps de canó, que anuncien Carles com a nou emperador. L'aparició dels homes de Carles desbarata la conspiració i el rei ordena l'execució dels nobles. Aleshores Ernani manifesta que ell també haurà de morir i desvetlla la seua vertadera identitat: en Joan d'Aragó, que havia estat proscrit. Elvira demana clemència per al seu estimat i Carles, convençut per les súpliques d'Elvira, accepta el seu matrimoni amb Ernani.

### Acte IV
Castell d'Ernani. Elvira i Ernani acaben de casar-se i ho celebren amb una festa. Silva arriba i en silenci dona a Ernani una daga. Ernani compleix el seu jurament i es clava la daga en el cor.

## Anàlisi musical
La concepció d'aquesta òpera justifica la insistència de Verdi per comptar amb un elenc de primera línia. Ernani posseeix una estructura en la qual els personatges i els rols vocals tenen una importància molt rellevant perquè Verdi va escriure una òpera fundada en peces tancades, com es deia, és a dir, amb àries, duets, trios. Utilitza així la tradició del melodrama romàntic i fa un pas de doble valor. Per una banda, recupera la tradició que havien il·lustrat els anys anteriors Bellini i Donizetti, i per l'altra, conferia a aquesta estructura tradicional un nou significat: l'elaboració interna, la relació entre drama i música, entre paraula i cant, eren del tot noves. A Ernani, cada peça representa un moment dramatúrgicament precís. En les òperes anteriors, Verdi havia tingut èxit per episodis musicals concrets i individuals. A Ernani, en canvi, quasi cada moment de l'òpera constitueix un element necessari d'una arquitectura episòdica però unitària.

## Àries cèlebres
- Dell'esilio nel dolore (Ernani)
- Ernani involami (Elvira)
- Infelice, i tu credevi (Silva)
- Vieni meco, sol di rose (Carlo)
- Da quel di che t'ho veduta (Carlo)

## Estructura

### Acte I
- 1 Preludi
- 2 Introducció
  - Cor Evviva!... beviamo (Ribelli i Banditi) Escena I-II
- 3 Recitatiu i Cavatina di Ernani
  - Recitatiu Ernani pensoso! - Mercé, diletti amici (Cor, Ernani) Escena II
  - Cavatina Come rugiada al cespite (Ernani) Escena II
  - Tempo di mezzo Si rapisca... (Ernani, Cor) Escena II
  - Cabaletta O tu, che l'alma adora (Ernani, Cor) Escena II
- 4 Cavatina di Elvira
  - Escena Surta è la notte (Elvira) Escena III
  - Cavatina Ernani!... Ernani, involami (Elvira) Escena III
  - Tempo di mezzo Quante d'Iberia giovani (Ancelle, Elvira) Escena IV
  - Cavatina Tutto sprezzo, che d'Ernani (Elvira, Ancelle) Escena IV
- 5 Escena, Duet, Trio
  - Escena Fa' che a me venga... (Carlo, Giovanna, Elvira) Escena V-VI-VII
  - Duet Da quel dì che t'ho veduta (Carlo, Elvira) Escena VII
  - Escena Non t'ascolto... mia sarai... (Carlo, Elvira, Ernani) Escena VII-VIII
  - Trio Tu se' Ernani!... mel dice lo sdegno (Carlo, Ernani, Elvira) Escena VIII
- 6 Final I
  - Escena Che mai vegg'io! (Silva) Escena IX
  - Cavatina Infelice!... i tuo credevi (Silva) Escena IX
  - Tempo di mezzo L'offeso onor, signori (Silva) Escena IX
  - Cabaletta Infin che un brando vindice (Silva) Escena IX
  - Escena Uscite... - Ma, signore... (Silva, Ernani, Carlo, Jago, Riccardo, Elvira) Escena IX-X
  - Septet Vedi come il buon vegliardo (Carlo, Riccardo, Silva, Ernani, Elvira, Jago, Giovanna, Cor) Escena X
  - Seguito del Final I Mio signor, dolente io sono... (Silva, Carlo, Elvira, Ernani) Escena X
  - Stretta del Final I Io tuo fido?... (Ernani, Elvira, Carlo, Silva, Riccardo, Giovanna, Jago, Cor) Escena X

### Acte II
- 7 Introducció
  - Cor Esultiamo!... Letizia ne innondi... (Cor) Escena I
- 8 Recitatiu i Trio
  - Recitatiu Jago, qui tosto il pellegrin adduci (Silva, Ernani, Elvira) Escena II-III
  - Trio Oro, quant'oro ogni avido (Ernani, Elvira, Silva) Escena III
  - Escena In queste mura ogn'ospite (Silva) Escena III
  - Duettino Tu perfida... Come fissarmi ardisci? (Ernani, Elvira) Escena IV
  - Seguito del Trio Scellerati, il mio furore (Silva, Jago, Ernani) Escena V-VI-VII
  - Stretta del Trio No, vendetta più tremenda (Silva, Ernani, Elvira) Escena VII
- 9 Gran Escena i Ària de Carlo
  - Gran Escena Cugino, a che munito (Carlo, Silva, Riccardo) Escena VIII
  - Ària Lo vedremo, veglio audace (Carlo, Silva) Escena IX
  - Tempo di mezzo Fu esplorata del castello (Cor, Carlo, Elvira, Silva) Escena X-XI
  - Cabaletta Vieni meco, sol di rose (Carlo, Elvira, Giovanna, Riccardo, Silva, Cor) Escena XI
- 10 Duet d'Ernani i Silva. Final II
  - Escena Vigili pure il ciel sempre su te (Silva) Escena XII
  - Duet Esci... a te... scegli... seguimi (Silva, Ernani) Escena XIII-XIV
  - Final In arcion, in arcion cavalieri (Silva, Ernani, Cavalieri) Escena XIV

### Acte III
- 11 Escena a Aria di Carlo
  - Escena È questo il loco?... (Carlo, Riccardo) Escena I
  - Recitatiu Gran Dio! costor sui sepolcrali marmi (Carlo) Escena II
  - Ària Oh de' verd'anni miei (Carlo) Escena II
- 12 Congiura
  - Escena «Ad augusta!» - Chi va là? (Cor, Silva, Ernani, Jago) Escena III-IV
  - Himne Si ridesti il Leon di Castiglia (Ernani, Jago, Silva, Cor) Escena IV
- 13 Final III
  - Escena Qual rumore!! (Cor, Carlo, Riccardo, Ernani) Escena V-VI
  - Final III Io son conte, duca sono (Ernani, Carlo, Elvira) Escena VI
  - Septet O sommo Carlo (Carlo, Silva, Elvira, Ernani, Giovanna, Jago, Riccardo, Cor) Escena VI

### Acte IV
- 14 Festa da Ballo
  - Cor Oh, come felici gioiscon gli sposi! (Cor) Escena I-II-III
- 15 Gran Escena i Trio final
  - Gran Escena Cessaro i suoni, disparì ogni face (Ernani, Elvira, Silva) Escena IV-V
  - Trio Ferma, crudele, estinguere (Elvira, Silva, Ernani) Escena VI[7]

## Enregistraments (selecció)
| Any  | Elenc (Ernani, Elvira, Carlo, Silva)                                  | Director            |
| ---- | --------------------------------------------------------------------- | ------------------- |
| 1957 | Mario Del Monaco, Anita Cerquetti, Ettore Bastianini, Boris Christoff | Dimitri Mitropoulos |
| 1967 | Carlo Bergonzi, Leontyne Price, Mario Sereni, Ezio Flagello           | Thomas Schippers    |
| 1969 | Plácido Domingo, Raina Kabaivanska, Carlo Meliciani, Nicolai Ghiaurov | Antonino Votto      |
| 1982 | Plácido Domingo, Mirella Freni, Renato Bruson, Nicolai Ghiaurov       | Riccardo Muti       |
| 1987 | Luciano Pavarotti, Joan Sutherland, Leo Nucci, Paata Burchuladze      | Richard Bonynge     |
| 1991 | Vincenzo La Scola, Daniela Dessì, Paolo Coni, Michele Pertusi         | Giuliano Carella    |